# Courtomer (Orne)
Courtomer település Franciaországban, Orne megyében. Lakosainak száma 725 fő (2022. január 1.). Courtomer Ferrières-la-Verrerie, Montchevrel, Sainte-Scolasse-sur-Sarthe, Brullemail, Gâprée, Le Plantis, Saint-Germain-le-Vieux és Tellières-le-Plessis községekkel határos.

## Népesség
A település népességének változása:
| Lakosok száma | 774  | 752  | 742  | 702  | 700  | 707  | 708  | 718  | 725  |
|               | 2013 | 2015 | 2016 | 2017 | 2018 | 2019 | 2020 | 2021 | 2022 |